# Shirley Brill
Pour les articles homonymes, voir Brill.
Shirley Brill, née à Petah Tikva le 1982, est une clarinettiste israélienne.

## Biographie
Shirley Brill reçoit sa formation musicale en Israël auprès de Yitzhak Katzap au Conservatoire de Petah Tikva. Plus tard, elle poursuit ses études en Allemagne auprès de Sabine Meyer au Musikhochschule Lübeck, ainsi qu’aux États-Unis auprès de Richard Stoltzman au New England Conservatory of Music, à Boston.
À l’âge de 16 ans, elle commence sa carrière de soliste avec l’Orchestre philharmonique d'Israël sous la direction de Zubin Mehta. Depuis, elle s’est produite avec grand nombre d’orchestres internationaux, tels que le Deutsches Symphonie-Orchester Berlin dans la grande salle de la Philharmonie de Berlin, et collabore notamment avec l’orchestre symphonique de Jérusalem, l’orchestre symphonique de Hambourg, l’Orchestre de chambre de Genève, ou la Nouvelle Philharmonie de Westphalie. Shirley Brill a travaillé avec des chefs-d’orchestre tels que Daniel Barenboim, Jeffrey Tate ou Patrick Lange entre autres.
Elle a été invitée à d'importants festivals internationaux tels que le Festival de Radio France et Montpellier Languedoc Roussillon, la Schubertiade en Autriche, le Festival de Davos (Suisse), de Ljubljana (Slovénie), le Schleswig-Holstein-Musik-Festival, le Heidelberger Frühling, le Rheingau Musik Festival, et au festival de musique de chambre Spannungen de Lars Vogt.
Elle se produit aussi beaucoup en musique de chambre avec des partenaires de premier plan tels que Daniel Barenboim, Sabine Meyer, Emmanuel Pahud, le Quatuor Borromeo, le Quatuor de Jérusalem, ou le Trio di Clarone.
Shirley Brill était professeur invitée à la Hochschule für Musik "Hanns Eisler" de Berlin et membre du corps professoral de la Barenboim-Said Akademie. Depuis octobre 2018, Brill est nommé professeur de clarinette à la Hochschule für Musik Saar de Sarrebruck en Allemagne. 
Avec dévouement, elle se consacre également à la musique contemporaine. Régulièrement, elle crée des pièces de jeunes compositeurs et élargit elle-même le répertoire de son instrument par ses propres transcriptions pour clarinette.
Brill est marié à Jonathan Aner, pianiste israélien, professeur de musique de chambre à Berlin et son partenaire dans le Duo Brillaner. Le couple a 3 filles.

## Prix et récompenses
- 2003 : Prix spécial du Concours international de musique de l'ARD[3]
- 2003 : 1er Prix pour le Duo Brillaner à la 40e édition du concours de la fondation Possehl[4]
- 2006 : 2e Prix au Concours international pour clarinette de Markneukirchen (1er prix non attribué)[5]
- 2007 : 2e Prix au Concours de Genève (1er prix non attribué)[6]
- 2010 : Shirley Brill reçoit au nom de l’orchestre du Divan occidental-oriental (West-Eastern Divan Orchestra), fondé par Daniel Barenboim, le prix de paix de la Westphalie[7],[8],[1]

## Instruments
Shirley Brill joue une clarinette en bois de grenadille ainsi qu'un instrument en buis, fabriqués par le facteur allemand de clarinettes Schwenk & Seggelke.

## Discographie
2005 : Duo Brillaner Debut (chez MHL) avec Jonathan Aner, comprenant : 
- Grand duo concertant pour clarinette et piano en mi bémol majeur, op. 48, de Carl Maria von Weber ;
- Sonate pour clarinette et piano en mi bémol majeur, op. 167, de Camille Saint-Saëns ;
- Pastorale variée, de Paul Ben-Haim ;
- Trois miniatures, de Krzysztof Penderecki ;
- Sonate, de Francis Poulenc.

2008 : Weber & Baermann (chez Pan Classics), avec le Quatuor Terpsycordes, l'Orchestre de chambre de Genève et Patrick lange, comprenant :
- Concerto pour clarinette en fa mineur, op. 73 no 1, de Carl Maria von Weber ;
- Quintette pour clarinette en mi bémol majeur, op. 23, de Heinrich Baermann ;
- Quintette pour clarinette en si bémol majeur, op. 34, de Carl Maria von Weber.

2009 :  Petite Pièce : French Miniatures for Clarinet and Piano (chez Pan Classics) avec Jonathan Aner, comprenant :
- Sérénade, Andante con Eleganza, Pièce et Canzonetta de Gabriel Pierné ;
- Fantasie italienne, Idylle, Aria et Claribel d'Eugène Bozza ;
- Fantasie et Deux Pièces de Philippe Gaubert ;
- Trois Danses de la Nouvelle Cythère et Arabesque de Germaine Tailleferre ;
- Petite Pièce et Première Rhapsodie de Claude Debussy.

2012 : Françaix & Prokofiev (chez Pan Classics) avec l'Orchestre de la Radio nationale roumaine et Adrian Morar, comprenant :
- Concerto pour clarinette et orchestre, de Jean Françaix ;
- Sonate, op. 94, de Sergueï Prokofiev ;
- Tema con Variazioni, de Jean Françaix.

2017: Brahms & Janáček Sonatas (chez hänssler Classic) avec Jonathan Aner, comprenant:
- Sonata pour Clarinette et Piano de Leoš Janáček.